# Jean-Alain Fanchone
Jean-Alain Fanchone (* 2. September 1988 in Mülhausen) ist ein französischer Fußballspieler, dessen Eltern aus der französischen Überseeinsel Guadeloupe stammen.

## Karriere

### Verein
Jean-Alain Fanchone begann mit dem Fußball in der Jugendakademie des FC Mülhausen. Danach ging er schließlich in die Jugend vom Lokalrivalen Racing Straßburg. 2005 wurde Fanchone schließlich in die Reservemannschaft hochgezogen. 
2008 wurde Fanchone dann in die Profimannschaft hochgezogen. Die Profimannschaft war zuvor in die Ligue 2 abgestiegen. Zu seinem Profidebüt kam Fanchone am 9. August 2008, als er am zweiten Spieltag der Saison 2008/09, gegen den FCO Dijon, in der Anfangself stand. Fanchone erkämpfte sich sofort einen Stammplatz. Mit Racing Straßburg kämpfte er um den direkten Wiederaufstieg in die Ligue 1. Auch in der Folgesaison war Fanchone Leistungsträger bei Racing Straßburg. Am 7. Mai 2010 gelang ihm auch sein erstes Tor im Profifußball, als er am 36. Spieltag, gegen den AC Le Havre, in der 93. Minute den Treffer zum 1:1-Endstand markierte. Am Ende stand der Abstieg in die Championnat de France National.
Im August 2010 wechselte Fanchone auf Leihbasis in die Ligue 1 und heuerte beim AC Arles-Avignon, dem in der abgelaufenen Saison der Aufstieg gelang, an. Sein Debüt für den AC Arles-Avignon machte Fanchone am 14. August 2010, als er am Spieltag 2, gegen den RC Lens, in der Anfangself stand. Einen Stammplatz hatte er nur phasenweise inne. Zum Ende der Saison stand der Abstieg fest.
Nach Ende des Leihvertrages kehrte Fanchone bis Juli 2011 nach Straßburg zurück und war seither vereinslos. In der Hinrunde der Saison 2011/12 war er bei einem Probetraining beim deutschen Zweitligisten Karlsruher SC, wo er zwar einen guten Eindruck hinterließ, jedoch keinen neuen Vertrag bekam.
Nach einem halben Jahr der Vereinslosigkeit wurde Fanchone am 5. Januar 2012 bei Udinese Calcio als Neuzugang vorgestellt. Im Sommer 2012 wurde er für ein halbes Jahr an den englischen Zweitligisten ausgeliehen. Anfang 2013 wurde ein 18-monates Leihgeschäft mit dem französischen Zweitligisten Olympique Nîmes vereinbart. Im Sommer 2014 wechselte er zu Petrolul Ploiești nach Rumänien. Nach einem Jahr kehrte er nach Frankreich zurück, wo er bei Stade Brest in der Ligue 2 unterschrieb. Hier kam er jedoch nur dreimal zum Einsatz.